# Apamea brunnescens
Apamea brunnescens är en fjärilsart som beskrevs av Vladimir S. Kononenko 1985. Apamea brunnescens ingår i släktet Apamea och familjen nattflyn. Inga underarter finns listade i Catalogue of Life.